# Gabrielle Giffords
Gabrielle Dee "Gabby" Giffords (født 8. juni 1970 i Tucson i Arizona) er en amerikansk politiker, der repræsenterer Demokraterne i Repræsentanternes Hus, og er valgt i Arizona. 
Giffords blev bachelor i sociologi og Latinamerikas historie ved Scripps College i 1993 og master i regional planlægning fra Cornell University i 1996. Hun har bl.a. arbejdet i PricewaterhouseCoopers og i faderens dækfirma. 
Politisk debuterede hun som medlem af delstatsforsamlingen i Arizona. Hun blev valgt i 2006 og sad en periode i delstatskongressen og i -senatet. Hun blev indvalgt i Repræsentanternes Hus ved midtvejsvalget i 2006, da Jim Kolbe ikke genopstillede og fik støtte fra lærerorganisationer og miljøorganisationer. Blandt hendes mærkesager er minimumsløn, sundhedsreformen, alternativ energi og stamcelleforskning. Hun er den tredje kvinde, der repræsenterer Arizona i Kongressen.
Gabrielle Giffords har siden 2007 været gift med astronauten Mark E. Kelly.

## Skuddrama
8. januar 2011 blev Gabrille Giffords skudt i hovedet under et politisk møde foran et supermarked i sin hjemby Tucson og blev alvorligt såret. Flere andre blev også såret ved episoden; seks personer var i livsfare, men alle overlevede skudepisoden. Jared Lee Loughner blev pågrebet på gerningsstedet og sigtet for drabsforsøg og blev af sheriffen i Pima County beskrevet som værende i "mental ubalance". Giffords befandt sig i medicinsk koma efter skudepisoden.